# Pachylocerus parvus
Pachylocerus parvus là một loài bọ cánh cứng trong họ Cerambycidae.